# Heinrich zu Carolath-Beuthen
Heinrich Karl Wilhelm IV. Fürst zu Carolath-Beuthen (* 29. November 1783 in Kotzenau; † 14. Juli 1864 in Teplitz) war ein freier Standesherr sowie preußischer General der Kavallerie.

## Leben

### Herkunft und Familie
Heinrich entstammte dem hochadeligen Haus Carolath-Beuthen. Seine Eltern waren Heinrich Karl Erdmann III. Fürst zu Carolath-Beuthen (1759–1817) und Amalia Augusta Carolina Louise von Sachsen-Meiningen (1762–1798). Als erstgeborener Sohn folgte er 1817 seinem Vater in der Primogenitur als vierter Fürst von Carolath-Beuthen in der Herrschaft. 1861 wurde ihm bei Verleihung des Prädikats „Durchlaucht“ sein Stand bestätigt.
Heinrich vermählte sich in erster Ehe mit Adelheid Gräfin von Pappenheim (1797–1849). Aus der Ehe gingen zwei Töchter hervor:
- Lucie Caroline Amalie Adelheid Henriette Georgine Wilhelmine Prinzessin von Schoenaich-Carolath (1822–1903), ⚭ Curt Ulrich Heinrich Graf von Haugwitz-Hardenberg-Reventlow (1816–1888)[1]
- Adelheid Elisabeth Lucie Ida Constanze Dorothea Henriette Prinzessin von Schoenaich-Carolath (1823–1841), ⚭ Ludwig Ferdinand Karl Erdmann Alexander Deodatus von Schoenaich-Carolath (1811–1862)

In zweiter Ehe heiratete er 1851 Alma Luise Caroline Adelheid Blanca Clotilde Freiin von Fircks (1822–1887). 
Da er aus beiden Ehen keine männlichen Erben hatte, folgte ihm sein Großneffe und Enkel Karl zu Carolath-Beuthen (1845–1912) in der Primogenitur als fünfter Fürst zu Carolath-Beuthen.

### Werdegang
Carolath-Beuthen begann seine Offizierslaufbahn in der preußischen Armee 1799 als Fähnrich im Dragonerregiment „von Schenck“ (Nr. 7), avancierte 1800 zum Sekondeleutnant, nahm an der Vierten Koalitions teil und erhielt 1807 seinen Abschied, sowie die Erlaubnis zum Tragen der Regimentsuniform.
Im Jahr 1808 wurde er  mit dem Wladimir-Orden IV. Klasse ausgezeichnet. Seine Beförderung zum Stabsrittmeister mit Patent von 1811 erfolgte 1813. Gleichzeitig wurde er dem 1. Westpreußischen Dragonerregiment aggregiert. Noch im selben Jahr wurde er wirklicher Rittmeister und nahm an den Befreiungskriegen teil. Er kämpfte bei Montmirail mit Auszeichnung (Eisernes Kreuz II. Klasse; Wladimir-Orden IV. Klasse), Château-Thierry, Laon mit Auszeichnung (Eisernes Kreuz I. Klasse) und bei La Chaussée mit Auszeichnung (Bayerischer Militärverdienstorden I. Klasse). 1815 wurde er zu Dienstleitung als Flügeladjutant zum König kommandiert, dem Garde-Dragoner-Regiment aggregiert und avancierte zum Major. Als wirklicher Flügeladjutant erhielt er 1816 die Erlaubnis zum Tragen des Französischen Militärverdienstorden. Er stieg 1818 zum Oberstleutnant auf und wurde Führer des 2. Aufgebots des 3. Liegnitzer Landwehrregiments. Den Roten Adlerorden II. Klasse mit Eichenlaub hat er 1820 erhalten. Ebenfalls 1820 wurde er zum II. Bataillon des 12. Landwehrregiments versetzt. Es folgte 1826 der Charakter zum Oberst und die Ernenennung zum Oberjägermeister. 1830 ist er mit dem Charakter als Generalmajor aus dem Verhältnis bei der Landwehr ausgeschieden.
Carolath-Beuthen wurde 1830 anlässlich der Thronbesteigung Wilhelm IV. nach England gesandt. Er erhielt 1831 den Stern zum Roten Adlerorden II. Klasse und wurde 1835 zu den Offizieren von der Armee versetzt. 1840 erhielt er den Roten Adlerorden I. Klasse und 1844 den Charakter als Generalleutnant. Er nahm 1848 seinen Abschied, erhielt 1849 den Roten Adlerorden I. Klasse mit Brillanten und wurde schließlich 1861 Ritter des Hohen Ordens vom Schwarzen Adler. Schlussendlich hat er 1863 den Charakter als General der Kavallerie erhalten.
Carolath-Beuthen war ebenfalls Mitglied des Preußischen Staatsrates. Desgleichen war er Landtagsmarschall des Provinziallandtages der Provinz Schlesien. In den Jahren 1847/48 war er Mitglied des Ersten bzw. Zweiten Vereinigten Landtages. Ab 1854 war er Mitglied des Preußischen Herrenhauses.